# Geschichte der Stadt Paderborn

Wappen der Stadt Paderborn

Die Geschichte der Stadt Paderborn beschreibt die Entwicklung der ostwestfälischen Stadt Paderborn, die zu Beginn eine mittelalterliche Handwerkersiedlung Balhorn war und schließlich Kreisstadt des Kreises Paderborn wurde.

## Vor- und Frühgeschichte
Einzelne Siedlungsfunde im Paderborner Land lassen sich ab Ende der Altsteinzeit und der zurückgehenden Vergletscherung mit Ausklingen der Eiszeiten nachweisen. Es gibt mehrere Fundstätten von mittelsteinzeitlichen Lagerplätzen, größeren Erdwerken und jungsteinzeitlichen Steinkistengräbern, außerdem bronzezeitliche Hügelgräber und feste Wohnplätze mindestens seit der vorrömischen Eisenzeit. In der Römerzeit gehörte Paderborn generell zum Siedlungsbereich der Westgermanen und damit über die Jahrhunderte zum Gebiet verschiedener Stämme. Zur Zeit des römischen Nachschublagers nahe Anreppen einige Kilometer westlich, das im Jahr 4 n. Chr. angelegt und in der Folge der römischen Niederlage in der Varusschlacht nur wenige Jahre bestand, waren dies die Brukterer. Aufgrund logistischer Überlegungen zu Marschweiten, Wasserversorgung und Verbindungen zu Pässen gilt als unwahrscheinlich, dass dieses Lager das östlichste Römerlager entlang der Lippe war. Es wird eher angenommen, dass sich ein oder mehrere weitere, noch unentdeckte Lager nahe den Quellen der Lippe oder der Pader im Raum Paderborn befunden haben.
Am 23. Juni 2023 gab der Landschaftsverband Westfalen-Lippe bekannt, dass bei Ausgrabungen am St. Johannisstift durch Funde von Amphorenfragmenten und von römischen Feldbacköfen, wie sie bisher nur in römischen Marschlagern gefunden wurden, ein sicherer Hinweis für ein römisches Marschlager unter dem Riemekeviertel gefunden worden sei. Holzkohlestücke aus den Feldbacköfen wurden mit der Radiokarbonmethode auf die Zeit um Christi Geburt datiert.
Die große mittelalterliche Handwerkersiedlung Balhorn entlang der Alme im Westen der Stadt (Balhorner Feld, heute zwischen dem Stadtzentrum und dem Stadtteil Wewer), am Schnittpunkt von Hellweg und Frankfurter Weg (Via Regia), existierte bis zu ihrem Niedergang wahrscheinlich mindestens seit der Zeit um Christi Geburt. Zur Zeit der Völkerwanderung etwa von 300–600 kam es bis auf wenige Ausnahmen zum Abbruch der Siedlungskontinuität und zum Wüstfallen einzelner germanischer Siedlungen im Raum Paderborn.

## Frühmittelalter
Im 7. Jahrhundert etablierten sich die von Norden eindringenden Sachsenstämme, im Großraum Paderborn die Engern (westlich davon die Westfalen, östlich die Ostfalen). 772 begannen die auf der Reichsversammlung von Worms beschlossenen fränkischen Sachsenkriege. In der Folge fiel Karl der Große in das Gebiet der Engern von Süden her über die via regia ein. 776 hielt sich Karl der Große nach (bei Zeitgenossen nicht unumstrittener) gewaltsamer Unterwerfung der heidnischen Sachsenstämme in Paderborn auf. Es kam zur Begründung der Karlsburg und späteren Pfalz Paderborn an den Paderquellen zur Christianisierung der Sachsen. Die karolingische Pfalz an den Paderquellen als Residenz des neuen Herrschers gilt als Geburtsstätte des mittelalterlichen Römisch-Deutschen Reiches. 777 fand der erste Reichstag und eine Missionssynode unter Karl dem Großen in Paderborn statt. Gleichzeitig war dies die erste offizielle Namensnennung der Siedlung an den Paderquellen (patris brunna). Weitere Reichsversammlungen Karls in Paderborn fanden unter anderem in den Jahren 780, 782, 783, 785, 799 statt. Nach langen Kämpfen, mehreren Aufständen der Sachsen und mit der entscheidenden Schlacht auf dem Sintfeld südlich von Paderborn gehörte die Stadt ab 794 zum Frankenreich. 799 traf sich Papst Leo III., der vor einem Aufstand aus Rom flüchten musste, mit Karl dem Großen auf der Paderborner Pfalz, um dessen Hilfe zu erbitten. Gegenleistung war die Zusage zur Krönung Karls zum Kaiser, die im Jahr 800 in Rom erfolgte. Außerdem wurde das Bistum Paderborn gegründet, aus dem das heutige Erzbistum Paderborn hervorging. Der Baubeginn der ersten Vorgängerkirche des heutigen Paderborner Doms fällt ebenfalls in das Jahr 799. Der erste Bischof von Paderborn war 806 der ursprünglich als Geisel unter Franken aufgewachsene Sachse Hathumar. Er ließ den Dom vergrößern und erstmals eine gemauerte Befestigung um die Siedlung in Domnähe, die Domfreiheit, anlegen.
Eine Reichsversammlung in Paderborn 815 unter Kaiser Ludwig dem Frommen beschloss die Gründung erstens des Klosters Neu-Corbie, dem späteren Corvey und zweitens des neuen Bistum Hildesheim mit Einsetzung des aus Reims stammenden Kanonikers Gunthar als erstem Bischof von Hildesheim; er erhielt ein Schutz- und Immunitätsdiplom Ludwigs des Frommen, dessen Text allerdings verloren ist. 822 verlieh Ludwig der Fromme dem Bistum Paderborn unter Bischof Badurad das Münzrecht. Zur Festigung des neuen christlichen Glaubens unter den konvertierten Sachsen wurden die Reliquien des heiligen Liborius 836 von Le Mans nach Paderborn überführt. Damit begann die älteste Städtepartnerschaft in Europa.
Nach der Aufteilung des Fränkischen Reiches im Vertrag von Verdun gehörte Paderborn ab 843 zum ostfränkischen Reich unter Ludwig dem Deutschen und war in diesem späteren Alten Reich Hauptstadt des gleichnamigen Hochstiftes.
Die im Reich marodierenden Ungarn konnten Paderborn auch bei ihrem dritten Feldzug 924 nicht einnehmen, was der Standhaftigkeit der inoffiziellen Bürgerwehr zu verdanken war. Nach dem von König Heinrich I. erlassenen Gesetz zur Wehrverfassung der Städte entstand eine offizielle Bürgerwehr zur Stadtverteidigung, was durch den dafür zu leistenden Bürgereid die Existenz eines offiziellen Stadtrechts voraussetzte. Es wird spekuliert, dass Paderborns gute Befestigung und seine inoffizielle Bürgerwehr dem König als Vorbild für das Gesetz dienten. Die offizielle Bürgerwehr bestand bis zu ihrem Verbot im Jahr 1806.

## Hochmittelalter
Im Jahre 1000 wütete in der Stadt ein Großbrand, dem auch die Pfalz und der frühe Dom zum Opfer fielen. 1002 fand in Paderborn die Königskrönung von Kunigunde (Gemahlin von Heinrich II.) statt. Ein neuer Dom entstand 1009–1015, begonnen von Meinwerk (Bischof bis 1036), von dem die beiden heutigen kleinen Rundtürme stammen. Er gründete außerdem das Benediktinerkloster Abdinghof (1019) und das Stift Busdorf, ließ Bischofspalast und Bartholomäuskapelle erbauen und erneuerte die Befestigungen von Hathumars karolingischer Burgstadt und Bürgerstadt.
Nach dem Tod des Kurfürsten und Erzbischofs von Mainz, des Erzkanzlers des Kaiserreiches, wurde Paderborn 1011 aus der weltlichen Abhängigkeit von Mainz entlassen und zum reichsunmittelbaren Bistum erhoben.
Die erstmalige urkundliche Nennung von Paderborn als Stadt stammt von 1028.
Von 1051 bis 1076 ließ Bischof Imad den Dom mit dem heutigen großen Westturm (von 1068) weiter bauen und erweiterte zwischen 1060 und 1071 die Busdorfkirche. 1058 fiel in Paderborn einer zweiten großen Feuersbrunst fast die ganze Stadt zum Opfer. Bereits 1133 gab es einen weiteren großen Stadtbrand.
Die äußere Stadtbefestigung existierte nachweislich 1146 in der Ausdehnung des heute noch sichtbaren Kernrings (Beschreibung in einer Papstbulle an Bischof Bernhard I.). Nach einem weiteren großen Brand 1165 im Westen der Stadt entstanden Marktkirche und Abdinghof neu.
Aus dem Jahr 1222 datiert die älteste erhaltene Urkunde mit einem Stadtsiegel. Im gleichen Jahr revoltierten die Bürger gegen die Bischofsherrschaft. König Heinrich VII. schränkte 1225 die Macht des bischöflichen Grafen stark ein und gewährte der Bürgerschaft Privilegien. 1241 wurde der Stadtname „Paderborn“ endgültig festgelegt.
Kaiser Friedrich II. verlieh 1247 Bischof Simon I. zur Lippe (bis 1277) als Erstem den Titel „Fürstbischof“.

## Spätmittelalter
1254 wurde Paderborn als Hansestadt erwähnt. Ein Jahr später verlegte der Bischof seinen Sitz zeitweise nach Neuhaus. Die erste Erwähnung eines Rathauses findet sich im Jahr 1279, als ein Brot- und Biergericht erwirkt wurde. 1289 wütete in der ganzen Stadt eine große Feuersbrunst. 1295 ist Paderborn als Mitglied der Hanse urkundlich genannt. Hier kreuzten sich die wichtigen Handelswege Nord/Süd (die Via Regia Bremen–Frankfurt) und West/Ost (der Hellweg vom Rhein zur Weser).
Bischof Bernhard V. bekräftigte 1327 das Recht auf freie Ratswahl. 1340 gab es erneut einen großen Stadtbrand. Während der Regentschaft (1341–1361) von Fürstbischof Balduin von Steinfurt dezimierte die grassierende Pest die Stadtbevölkerung. 1370 verlegte der Fürstbischof seine Residenz endgültig nach Schloß Neuhaus.
Das Kurfürstentum und Erzbistum Köln, das jahrzehntelang versucht hatte, sich das Bistum Paderborn gewaltsam einzuverleiben, schloss 1449 Frieden mit Paderborn, ebenso der Landgraf von Hessen, was 33 Jahre währte. Nach einem Feldzug gegen Graf Otto von Waldeck nach dessen Raubzügen im Bistum (Plünderung von Lichtenau) 1474 kam es ein Jahr später auch zum Friedensschluss mit Waldeck.

## Frühe Neuzeit
Der große Stadtbrand im Jahre 1506 hatte den Mangel an Löschmöglichkeiten offenbart, was den Bau einer künstlichen Wasserversorgung bewirkte (die „Wasserkunst“ an der Dielenpader). Mit der Fertigstellung von Pumpstation und Leitungen im Jahr 1523 erhielt Paderborn sein erstes eigenes Leitungsnetz. 1571 hatte Paderborn etwa 5.400 Einwohner.
Im Zeitalter der Konfessionalisierung wurde die Paderborner Stadtbevölkerung mehrheitlich evangelisch, meist gegen den bischöflichen Landesherrn. Nach einem Aufruhr in der Domfreiheit (1528) kam es zu Fraktionierungen und mitunter bürgerkriegsähnlichen Revolten unter der Bevölkerung, die bis 1604 anhielten. Der neue Glauben fand 1555 auf Druck des Volkes hin erste gesetzliche Anerkennung. Mit Heinrich IV. bekannte sich kurzzeitig selbst der Fürstbischof zur neuen Konfession. Er ritt 1578 mit seiner Ehefrau in Paderborn ein. Mit seinem Tod 1585 setzte die „Gegenreformation“ ein, wofür das Domkapitel die Jesuiten nach Paderborn holte. Im „Kampf um Paderborn“ kam es 1604 zur Hinrichtung des protestantischen Bürgermeisters Liborius Wichert (alternativ Wickard oder Wichard) und die Stadt verlor ihre Selbständigkeit an den katholischen Fürstbischof. 1612 ist das Gründungsjahr des Theodorianums. Von 1613 bis 1618 entstand das heutige Rathaus im Stil der Weserrenaissance. 1614 gründeten die Jesuiten eine Universität, die bis zu ihrer Auflösung 1818 die älteste Universität Westfalens war. 1618 gab es in Paderborn nachweislich 300 brauende Bürger. Christian von Braunschweig raubte 1622 den Liborischrein und schmolz ihn ein (s. Pfaffenfeindtaler), nachdem dessen protestantische Truppen durch Verrat problemlos in die Stadt eindringen konnten. Fünf Jahre später (1627) wurden die Liborireliquien aber zurückgegeben. 1630 schrieb Friedrich von Spee im Paderborner Jesuitenkolleg die „Cautio Criminalis“ gegen den Hexenwahn.
Die Stadt erlebte im Dreißigjährigen Krieg insgesamt 16 Belagerungen und wurde durch Beschuss, Einnahmen und Plünderung mehrfach schwerstens in Mitleidenschaft gezogen. Unter Feldmarschall Carl Gustav Wrangel kam es 1646 zur Schleifung durch Hessische und Schwedische Truppen. Die Reparatur der Kriegsschäden an der Stadtbefestigung konnten 1651 abgeschlossen werden. 1652 wurde in der Schänke am Eckkamp Nr. 66 (einer an dieser Stelle angebrachten Gedenktafel zufolge) erstmals Sechsundsechzig gespielt, es ist daher auch unter dem Namen Paderbörnern bekannt.
1658 gründeten die Augustiner-Chorfrauen das Michaelskloster mit dem Gymnasium St. Michael Paderborn die älteste Mädchenschule in NRW. Von 1661 bis 1683 herrschte Bischof Ferdinand von Fürstenberg. 1661 begann der Bau der Franziskanerkirche, 1686 folgte die Michaelskirche.
Clemens August von Bayern regierte von 1719 als 1761 Fürstbischof. Im Siebenjährigen Krieg stellte er sich gegen Preußen. Der Krieg wurde für seine Besitzungen zu einer schweren Belastungsprobe, sodass sogar die Existenz des Hochstifts Paderborn auf dem Spiel stand. Fürstbischof Wilhelm Anton von der Asseburg veranlasste 1769 die Gründung der Brandversicherungsgesellschaft in Paderborn. 1770 eröffnete er das erste Waisenhaus in Paderborn. Ab 1772 ließ er das „Paderbornische Intelligenzblatt“ auflegen. Nach der Aufhebung des Jesuitenordens 1773 reorganisierte er die Paderborner Universität, übernahm Gymnasium und Universität in seine unmittelbare Aufsicht und errichtete ein Jahr später zusätzliche Lehrstühle für Recht und französische Sprache. 1777 gründete er zur besseren Betreuung des künftigen Klerus das erste Paderborner Priesterseminar. Das 18. Jahrhundert war darüber hinaus durch die Bautätigkeit des Barockbaumeisters Franz Christoph Nagel geprägt.

## Moderne
In den Jahren 1802/1803 fiel das Hochstift infolge der Säkularisation erstmals an Preußen, und der Fürstbischof verlor sein weltliches Amt als Fürst. Die napoleonischen Truppen nahmen schließlich 1806 kampflos die Stadt ein und verboten die Bürgerwehr. Die bestand allerdings als inoffizielle Garde bis 1830 weiter, verlor jedoch mehr und mehr an Zuständigkeit. Von 1807 bis 1813 gehörte Paderborn zum napoleonischen Königreich Westphalen. Im Königreich Westphalen bildete die Stadt den Kanton Paderborn und war Sitz des Distrikts Paderborn im Departement der Fulda.
1803/04 isolierte Friedrich Sertürner, ein Apotheker aus Neuhaus, in einem Haus am Marktplatz erstmals Morphin aus Opium. 1809 begann die Jahrzehnte dauernde Abtragung der Schanzenanlagen vor den Stadttoren.
Paderborn kam infolge des Wiener Kongresses (1815) endgültig zu Preußen und wurde 1816 Sitz eines Kreises und 1815 mit dem Einzug des Füsilier-Bataillons des 2. Westfälischen Infanterie-Regiments Nr. 15 wieder Garnisonsstadt. Darüber hinaus waren von 1851 bis 1914 das 1. Westfälische Husaren-Regiment Nr. 8 und von 1897 bis 1914 das 7. Lothringische Infanterie-Regiment Nr. 158 in Paderborn stationiert.
1818 löste die preußische Regierung die Universität Paderborn auf.
Nachdem 1825 bereits eine Berufspolizei in Paderborn eingeführt worden war, wurde 1831 die Bürgerwehr als Bürger-Schützen-Verein neu gegründet, der noch heute besteht. 1850 wurde die Eisenbahnstrecke der Königlich-Westfälischen Eisenbahn-Gesellschaft in Richtung Hamm eröffnet. 1853 folgte die Strecke nach Kassel.
1854 entstand eine Gaserzeugungsanstalt, die ab 1855 u. a. eine gasbetriebene Straßenbeleuchtung ermöglichte.
Die evangelische Gemeinde erhielt 1863 die Abdinghofkirche. Ein Großfeuer, der sogenannte „Ükernbrand“, vernichtete 1875 den Stadtbereich Ükern und griff auch auf den Dom über. 1879 wurde der Weiler Dören (Gemeinde Benhausen) eingemeindet. Zwei Jahre später übertrug der preußische Staat die Stadtmauer kostenlos an die Stadt. Dieses Ende der staatlichen Erhaltungspflicht führte wegen des schlechten Erhaltungszustandes der Mauer zu deren forciertem Abbau; zudem behinderte sie die Stadtexpansion.
1890 entstand der erste Truppenübungsplatz bei Sennelager nördlich der Stadt. Von 1898 bis 1906 eröffneten verschiedene Eisenbahnstrecken ihren Betrieb: von Paderborn in Richtung Büren (Westfalen) (Almetal-Bahn) (1898), in Richtung Bielefeld (Senne-Bahn) (1902) und in Richtung Lippspringe (1906). 1909 war das Gründungsjahr der Paderborner Elektrizitäts- und Straßenbahn-Aktiengesellschaft (PESAG).
Als Auswirkung der Lateranverträge vom 11. Februar 1929 wurde das Bistum Paderborn 1930 durch das Preußenkonkordat zum Erzbistum erhoben. Seither ist die Stadt Sitz der Mitteldeutschen Kirchenprovinz (Erzbistum Paderborn).

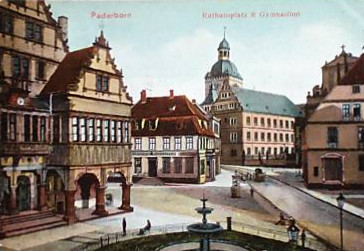
Rathausplatz und Kamp mit Gymnasium Theodorianum, 1908
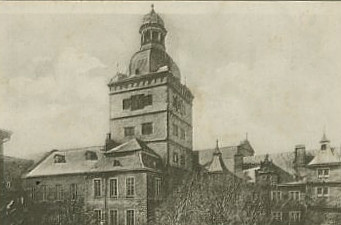
Gymnasium Theodorianum, 1918
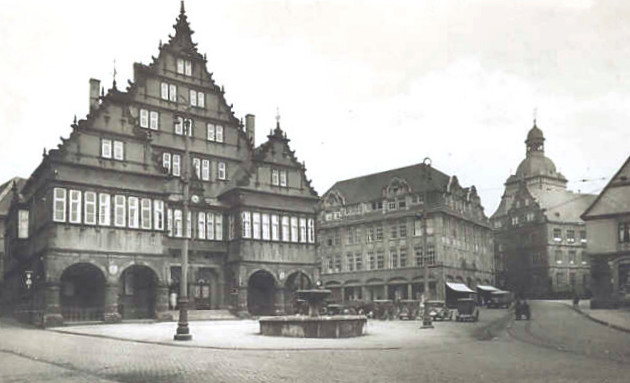
Rathausplatz und Kamp mit Gymnasium Theodorianum, 1938

Zu Beginn des Zweiten Weltkriegs (1939) hatte Paderborn 42.490 Einwohner, nach dem Krieg noch 29.033. Insbesondere am 17. Januar und 27. März 1945 zerstörten schwere alliierte Luftangriffe auf Paderborn über 85 % der Stadt.

## Paderborn im Nationalsozialismus

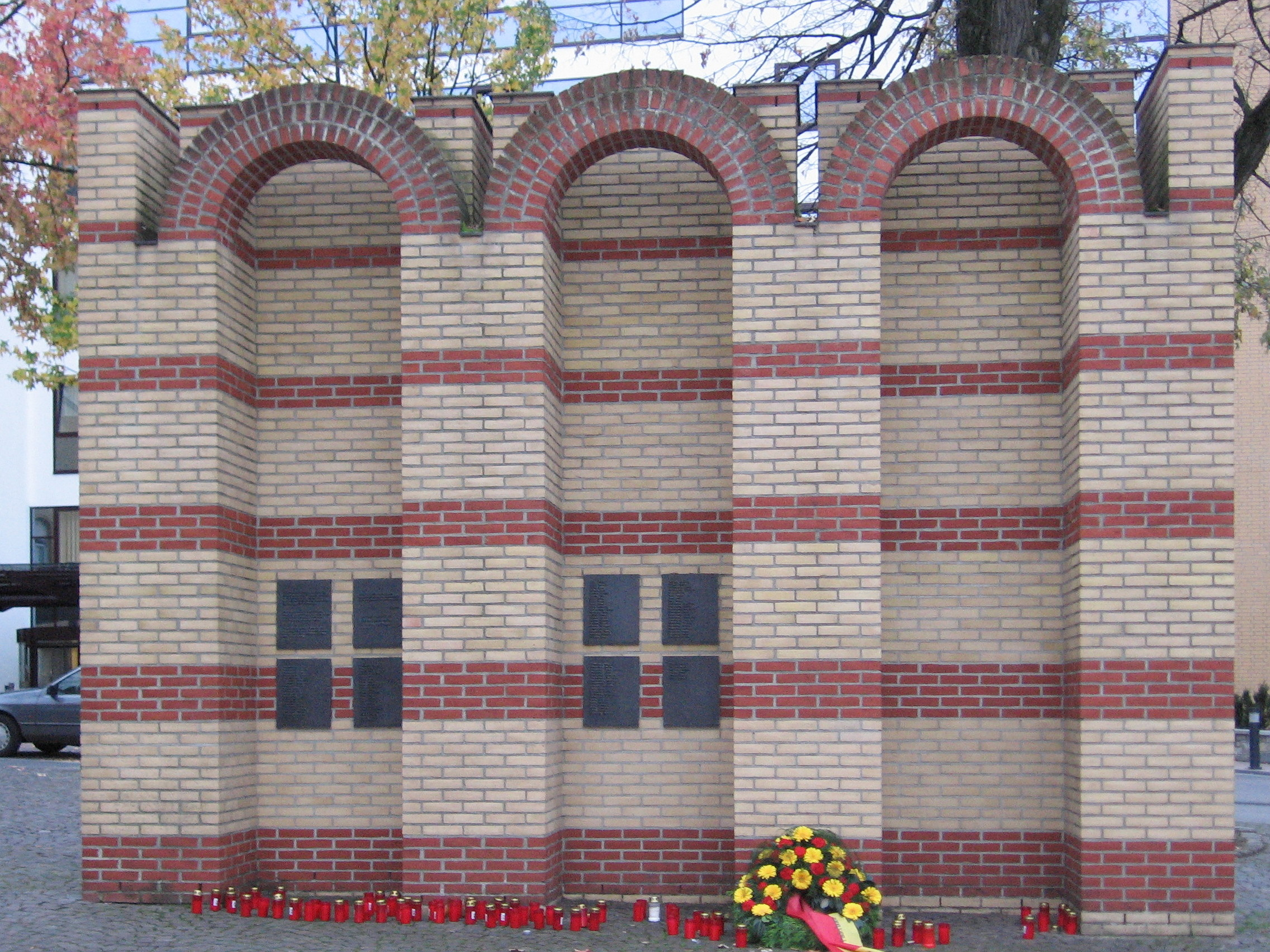
Mahnmal für die ermordeten Juden Paderborns

In der Zeit der Weimarer Republik war Paderborn eine Hochburg der katholischen Zentrumspartei, die fast immer eine absolute Mehrheit erreichte. 1929 entstand der erste NSDAP-Ortsverband in Paderborn, der zuerst noch sehr klein war, sich aber schon bald Straßenschlachten mit der KPD lieferte. Nach der Machtergreifung Adolf Hitlers am 30. Januar 1933 wurden auch schon bald Hitler und der damalige Reichspräsident Paul von Hindenburg zu Ehrenbürgern ernannt. Bei der Reichstagswahl am 5. März 1933 (44.429 abgegebene Stimmen) blieb die NSDAP mit 10.544 Stimmen aber weit hinter der Zentrumspartei, die auf 27.963 Stimmen kam.
Während der Reichspogromnacht vom 9. auf den 10. November 1938, in der landesweit jüdische Geschäfte und Synagogen vandaliert und angezündet wurden, gab es auch in Paderborn Ausschreitungen, die sich gegen die jüdische Gemeinde in Paderborn richteten. Am Mittag des 10. November 1938 brannte schließlich auch die Paderborner Synagoge. Ursprünglich sollte diese auch in der Nacht brennen, allerdings machte die Nähe des St.-Vincenz-Krankenhauses, das damals ein reines Fachwerkgebäude war, ein gezieltes Anzünden unmöglich, um das Gebäude nicht zu gefährden. Daher wurde am Abend des 9. November 1938 in einer kurzfristig zusammengerufenen Sondersitzung der Stadt der Abriss der Synagoge beschlossen. Da sich die Feuerwehr mit Hinweis auf die Ruhebedürftigkeit der Patienten des Krankenhauses weigerte, den zugehörigen Einsatz nachts durchzuführen, wurde der Brand erst am Vormittag durch Einbringen mehrerer Benzinfässer in das massive Steingebäude gestartet. Aufgrund der zeitlichen Differenz und der Tatsache, dass durch den Beschluss des Abrisses eine amtliche Benachrichtigung an den Gebäudeeigner erfolgen musste, konnten fast alle sakralen Gegenstände vorher aus dem Gebäude gerettet werden. Die Synagoge selbst brannte aber erst, nachdem man die Fässer mit Hilfe langer Stangen zum Umkippen gebracht hatte und die Flammen so hoch schlugen, dass der hölzerne Dachstuhl ebenfalls Feuer fing.
Da das Grundstück der ehemaligen Synagoge in der Zwischenzeit bebaut wurde, steht das heutige Mahnmal etwa 50 Meter westlich der Stelle, an der die Synagoge einst stand. Auf dem Grundstück steht heute das Gebäude des Kolping-Bildungswerks Paderborn.
In Paderborn fanden viele Deportationen statt: Über hundert Paderborner jüdischen Glaubens wurden in Konzentrationslagern getötet. 1942 wurden die letzten 6 Kinder des  Waisenhauses in der Leostraße deportiert. Ein Teil der jüdischen Bürger der Stadt konnte ins Ausland flüchten; erst seit den 1980er Jahren besteht eine aktive und kommunalpolitisch unterstützte Erinnerungsarbeit.
Als am 1. September 1939 der Zweite Weltkrieg begann, blieb das Paderborner Leben davon zunächst relativ unberührt (doch viele Männer mussten später in den Krieg ziehen). Es gab einige Bombenangriffe auf die Bahnhofsanlagen, Kasernen und das Flugfeld der Luftwaffe im Süden der Stadt, bei denen es relativ wenig Verĺetzte und Tote gab und die im Stadtbild vergleichsweise geringe Schäden anrichteten. Als die deutsche Luftabwehr allerdings im Zuge der sich abzeichnenden Niederlage zunehmend an Kraft verlor und die Strategie der Bombardierung deutscher Städte durch die Alliierten (Area Bombing Directive) an Intensität immer mehr zunahm, stieg auch die Gefahr für Paderborn. Die mittelalterlich anmutende Innenstadt, die zum Großteil noch aus leicht brennbaren Fachwerkhäusern bestand, wurde ebenfalls Ziel für Brandbombenangriffe. 1944 wurden verstärkt Hitlerjungen und BDM-Mädchen als Flakhelfer eingesetzt. Die Paderborner Bürger verfolgten aufmerksam die kodierten Luftlagemeldungen des militärischen Senders „Primadonna“, der sie bei Gefahr für „Konrad Siegfried 2“, dem Planquadrat für Paderborn, in die Luftschutzkeller schickte. Schon lange waren Luftalarm und Sirenengeheul alltägliche Ereignisse geworden, die das Leben der Bevölkerung und die Produktivität in der Kriegswirtschaft teilweise drastisch einschränkten – spätestens ab Herbst 1944 befand sich die Stadt in fast dauerhaftem Alarmzustand.
Am 17. Januar 1945 folgte der erste große Luftangriff auf Paderborn. Bis dahin hatte man geglaubt oder doch gehofft, dass die damals noch sehr ländlich geprägte Stadt kein Ziel für die Alliierten abgäbe und deshalb nicht bombardiert würde. Der Bombenangriff forderte 256 Leben und löste eine massenhafte Landflucht aus. Nach mehreren weiteren Luftangriffen wurde Paderborn am 22. März neuerlich schwer bombardiert, dabei starben über 40 Menschen. Am 27. März 1945, einem Dienstag, folgte schließlich der letzte und größte Luftangriff auf Paderborn. Mindestens 344 der wenigen Tausend Menschen, die noch in Paderborn verblieben waren, verloren ihr Leben; am Ende waren über 85 Prozent der Innenstadt zerstört. Am 1. April folgte im Rahmen der Schließung des Ruhrkessels die Eroberung Paderborns durch die 3. amerikanische Panzerdivision, die sich tags zuvor südlich der Stadt noch einige Kämpfe mit SS-Einheiten lieferte (bei denen unter anderem der US-General Maurice Rose fiel), bei der Einnahme der gerade erst zerstörten Stadt selbst jedoch kaum mehr auf nennenswerten Widerstand stieß.

## Paderborn nach dem Zweiten Weltkrieg
1946 kam es zur Gründung der Pädagogischen Hochschule (als Pädagogische Akademie). Diese wurde 1972 unter Zusammenführung der Fachhochschulen Paderborn, Höxter, Meschede und Soest zur Gesamthochschule, gleichzeitig mit der Gründung der Universität Paderborn.
Die 1956 gegründete Höhere Fachschule für Sozialarbeit im Meinwerk-Institut wurde 1971 zur Katholischen Fachhochschule Nordrhein-Westfalen (KFH, heute KatHO NRW) und ist heute Deutschlands größte staatlich anerkannte Fachhochschule in kirchlicher Trägerschaft mit rund. 5000 Studenten in Aachen, Münster und Köln (davon 1000 in Paderborn).
1964 wurden die Ausgrabungen der karolingischen und ottonischen Kaiserpfalzen in Angriff genommen. 1965 erhielt Paderborn Anschluss an das Erdgasnetz. Die bereits seit 836 (seit der Überführung der Reliquien des heiligen Liborius von Le Mans nach Paderborn) bestehende Städtefreundschaft mit Le Mans wurde 1967 offiziell besiegelt.
1975 entstand das Diözesanmuseum. Zwei Jahre später fand die große 1200-Jahr-Feier statt, außerdem begann der Wiederaufbau der ottonischen Kaiserpfalz, die heute das Museum in der Kaiserpfalz beherbergt. 1981 wurde die Paderhalle gebaut.
Während des Kalten Krieges war die Stadt auch Garnison der 33. britischen Panzerbrigade (Armoured Brigade).
1994 fand die 4. Landesgartenschau NRW in Schloß Neuhaus statt. 1996 besuchte Papst Johannes Paul II. die Stadt. 1999 fanden sowohl die Feier des Bistumsjubiläums als auch des 1200-jährigen Jubiläums des Treffens zwischen Karl dem Großen und Papst Leo III. statt.
Als 2001 auf dem Campus der Universität Paderborn Deutschlands größte Uni-Party mit knapp 20.000 Menschen stattfand, übertrug der Fernsehsender MTV dieses Ereignis.
2002 verkaufte die Stadt ihre Stadtwerke an die PESAG (Paderborner Elektrizitätswerke und Straßenbahn AG) eine Tochtergesellschaft der E.ON. Der Nordrhein-Westfalen-Tag fand 2007 in Paderborn und damit erstmals außerhalb von Düsseldorf statt.